# الغراب: الخلاص
الغراب: الخلاص (بالإنجليزية: The Crow: Salvation)‏ هو فيلم حركة ورعب تم إنتاجه في الولايات المتحدة وصدر سنة 2000 بطولة إريك مابوس وهو الجزء الثالث من سلسلة أفلام الغراب.

## القصة
يعود أليكس كورفيس إلى عالم الأحياء ليحل مشكلة مقتل امرأة شابة اتُهم بها خطأ.

## وصلات خارجية
الغراب: الخلاص على موقع IMDb (الإنجليزية)
- الغراب: الخلاص على موقع روتن توميتوز (الإنجليزية)
- الغراب: الخلاص على موقع نتفليكس (الإنجليزية)
- الغراب: الخلاص على موقع ألو سيني (الفرنسية)
- الغراب: الخلاص على موقع Turner Classic Movies (الإنجليزية)
- الغراب: الخلاص على موقع أول موفي (الإنجليزية)
- الغراب: الخلاص على موقع فيلمافينيتي (الإسبانية)
- الغراب: الخلاص على موقع قاعدة بيانات الفيلم (الإنجليزية)
- الغراب: الخلاص على موقع ليتربوكسد (الإنجليزية)
- الغراب: الخلاص على موقع كينوبويسك (الروسية)